# Овручский район
О́вручский райо́н (укр. Овруцький район) — упразднённая административная единица на севере Житомирской области Украины. Административный центр — город Овруч.

## География
Овручский район — один из наибольших пограничных полесских районов Украины, расположенный в северо-восточной части Житомирской области. Граничит на севере с Лельчицким, Ельским и Наровлянским районами республики Беларусь, на востоке — с Народичским, на юге — Коростенским, Лугинским и Олевским районами Житомирской области. Образованный в 1923 году. Площадь — 3,2 тыс. км². В районе — г. Овруч (райцентр), пгт. Першотравневое и 144 сельских населённых пункта.
Лежит в границах Полесской низменности и Словечанско-Овручского кряжа, реки Словечна с притоком Ясенец, Жерев, Норинь (бассейн р. Припять). Поверхность северной части района — низменная, плоская равнина; южной — повышенная волнистая лёссовая равнина, разделена оврагами и балками. Случаются формы рельефа в виде горбов и пасов, скал с крутыми склонами (высочайшая точка над уровнем моря 316 м возле с. Городец). На севере значительные участки заболочены.
Грунты в основном дерново-подзолистые, супесчаные, глинистые и торфоболотные. Смешанные леса (сосна, ольха, дуб, береза, осина) занимают 67 % территории района. Район богат на полезные ископаемые, ценные строительные материалы: кварциты, граниты, песчаники, яшму, железные руды (болотного происхождения), торф, огнеупорные глины, кварцевый песок, пирофиллитовые сланцы. На их основе в районе ведется добыча кварцита, производство щебня, кирпича. Промышленные запасы Овручского месторождения кварцитов — 62,5 млн т. (1980 г.).

## История
Овручский район образован в 1923 году. В современных границах существует с 1962 года (присоединен Словечанский район). Районный центр — г. Овруч.
Первые упоминания об Овруче принадлежат к 946 году, когда княгиня Ольга разрушила Искоростень и перенесла сюда центр Древлянской земли. Первым удельным князем Овруча был Олег Святославович.
С 1362 года Овруч входил в состав Великого княжества Литовского. В конце XVI века Волынь и Киевское княжество были присоединены к Польше (Овруч и Житомир были включены как староства). Овруч стал уездным городом. В состав уезда входили Коростень, Олевск, Народичи, Базар и др.
После второго раздела Польши (1793 г.) вся Правобережная Украина была присоединена к России. В 1797 году Овруч стал уездным городом новообразовавшейся Волынской губернии.
С Овручем связанные имена известных деятелей казацкого движения, уроженцев Овручского уезда: гетман Украины Иван Выговский, гетман войска Запорожского Григорий Лебеда, соратник Б. Хмельницкого и И. Выговского Юрий Немирич. Здесь бывали руководители национально-освободительной войны украинского народа 1648—1657 года Иван Богун и Максим Кривонос; выдающиеся полководцы А. В. Суворов и М. И. Кутузов.
В 1648 году создан казацкий полк, который возглавил Иван Голытьба. Овручане принимали участие в народном восстании против польско-шляхетского господства под руководством овручского полковника Дацка Васильевича (Децик) (1664—1665 гг.); в казацко-крестьянском восстании под руководством С. Палия 1702—1704 гг. и в национально-освободительном восстании «Колиивщина» (1768 г.) 7 сентября 1812 года в Овруче расположился полк народного ополчения Полтавской губернии.
В годы революции и гражданской войны бывали в городе Г. И. Котовский, В. Н. Боженко, председатель ВЦВК Украины Г. И. Петровский, председатель Совнаркома В. Я. Чубарь.
22 августа 1941 года район оккупирован гитлеровскими войсками. Здесь формировались и действовали многочисленные партизанские отряды. 16—17 ноября 1943 года Овруч освобождён партизанами соединения О. Сабурова при поддержке 4-й гвардейской воздушно-десантной дивизии.
В 1962 году в состав Овручского района вошёл Словечанский район.
17 июля 2020 года в связи с выходом документа "Об изменениях и нововведениях районов и общин" территория района вошла в состав Коростенского района, а сам Овручский район был ликвидирован.

## Населённые пункты
Город: Овруч;
Сёла: Антоновичи | Базаровка | Барвинково | Бегунь | Белка | Белокаменка | Бережесть | Бирковское | Богдановка | Бондаревка | Бондари | Великая Фосня | Великая Хайча | Великая Черниговка | Великие Мошки | Великий Кобылин | Верпа | Верхняя Рудня | Веселовка | Возляково | Возничи | Выступовичи | Гаевичи | Гладковичи | Гладковичская Каменка | Городец | Гошев | Гуничи | Гусаровка | Девошин | Долгиничи | Дубовый Гай | Дубы | Думинское | Заболоть | Задорожок | Заречье | Заськи | Збраньки | Збраньковцы | Игнатполь | Ильимка | Каменевка | Камень | Кирданы | Клинец | Кованка | Козули | Колосовка | Коптевщина | Кораки | Кореневка | Корчовка | Кошечки | Красиловка | Красносёлка | Левковичи | Левковичский Млынок | Листвин | Личманы | Лукошки | Лучанки |Людвиновка| Малая Фосня | Малая Хайча | Малая Черниговка | Малые Мошки | Малый Кобылин | Мамеч | Мацки | Млыны (Игнатпольский сельсовет)| Можары | Мочульня | Мощаница | Мышковичи | Нагоряны | Невгоды | Нивки | Нижняя Рудня | Новая Рудня | Новосёлки | Новые Веледники | Норинск | Оленичи | Остров | Островы | Павловичи | Павлюковка | Папирня | Переброды | Песчаница | Побычи | Подвеледники | Подрудье | Покалев | Полесское | Полохачев | Потаповичи | Прибытки | Привар | Прилуки | Радчицы | Ракитное | Раковщина | Рудня (Игнатпольский сельсовет) | Рудня (Руднянский сельсовет) | Селезовка | Семёны | Скребеличи | Слобода | Слобода-Новоселицкая | Слобода-Шоломковская | Словечно | Смоляное | Сорокопень | Средняя Рудня | Старые Веледники | Сташки | Стуговщина | Сырковщина | Сырница | Текловка | Толкачи | Тхорин | Усово | Хлупляны | Чабан | Червонка | Червоносёлка | Черевки | Черепин | Черепинки | Шоломки | Ясенец | Яцковичи;
Посёлки: Магдин, Першотравневое.

## Экономика
Промышленность района состоит из промышленных предприятий таких областей, как горно-добывающая, приборостроительная, производство строительных материалов и по переработке сельскохозяйственной продукции. Наибольшие предприятия: ВАТТ ГЗК «Кварцит» (1936 г., добыча кварцитов, пгт. Первомайское), АООТ «Овручский молочноконсервный комбинат» (1952 г.), ВАТТ «Приборостроитель» (1971 г.), Овручский гослесхоз (1936 г.), Словечанський гослесхоз (1960 г.), АООТ «Игнатпольский карьер», ВАТТ ГППК «Толкачовский» (1946 г.), Овручский щебеночный завод, арендное предприятие «Овручский завод продтоваров» (1948 г.), ВАТТ «Овручский хлебозавод».
Производство основной части сельскохозяйственной продукции в районе обеспечивают 30 (2004 г.) сельхозформирований, которыми обрабатывается 16 тысяч гектаров сельхозугодий. Самые крупные из них: СФП «Великофоснянское», ПСП «Заречанское», СТОВ «Бондаровское», ПСП "Бигунь, ПСП «Веледники», СТОВ «Словечно», ПСП «Украина».

## Транспорт
Железнодорожные станции: Овруч, Игнатполь, Хайча, Норинск, Веледники, Толкачевск. Автомобильных путей района — 1946 км.

## Культура
В районе — 48 государственных общеобразовательных школы, из них 9 учебно-воспитательных учреждений типа «школа-сад»; один центр детского и юношеского творчества, детско-юношеский клуб физической подготовки, малая академия народных ремесел, 3 детские музыкальные, 1 художественная школа, профессионально-технический лицей, 30 детских садов.
К услугам населения района 7 больниц на 400 больничных кроватей, 9 сельских врачебных амбулаторий, 13 ФАПов и 53 ФП. В г. Овруче функционирует диагностическое отделение центральной районной больницы.
В районе действуют 1 районный, 27 сельских домов культуры, 49 сельских клубов, 55 библиотек, музей партизанской Славы Полесья в с. Словечно (филиал Житомирского областного краеведческого музея), 9 общественных музеев. Местная газета «Зоря» выходит с 1930 г. (основана в 1919 г.). Местное радиовещание приостановило деятельность.
К услугам гостей города отель «Овруч» на 103 места, международный кемпинг возле с. Игнатполь.
Зарегистрированные конфессионные общины Римско-католической церкви, Христианской веры Евангельской, Евангельских Христиан баптистов, свидетелей Иеговы, иудаизма. Действует епархиальное управление Украинской Православной Церкви.
С Овручским районом связанные жизни и деятельность выдающихся деятелей науки и культуры. Известнейшие из них: Остафий Дашкевич (Остап) 1535 г., один из первых организаторов козаччины, родился в Овруче; Литовский воевода потом Черкасский и Каневский староста Юрий Немирович (1612—1659 гг.) родом из Овручского уезда, Овручский староста, автор проекта Годяцкого соглашения (1658 г.) об автономии Украины.
Макарий Овручский (1605—1678) — Блаженный Макарий родился в г. Овруче. В 1660 году — архимандрит. Прославил себя благодатным даром прозрения; граф Виктор Егорович (1819—1867 гг.) — родился в г. Овруче. Создал и возглавлял Велико-Анодальское показательное лесничество, пионер степного лесоразведения. Белов, Николай Васильевич (1891—1982 гг.) — родился в г. Овруче. Известный кристаллограф, геохимик, академик (1953 г.), Герой Социалистической Труда (1969), лауреат Государственных премий (1952 г., 1974 г.); Сабуров, Александр Николаевич (1908—1974 гг.) — один из организаторов партизанского движения на Украине, Герой Советского Союза; Костюченко Адам Иванович (?—1977) — родился в с. Гладковичи Овручского района, известный художник; Добахова Ольга Филипповна (1910—1982 гг.) родилась в с. Першки (ныне с. Кирданы), украинская народная поэтесса-песнярка, заслуженный работник культуры (1974 г.); Малышко, Андрей Самойлович (1912—1970 гг.) — выдающийся украинский поэт, лауреат Государственных премий СССР (1942, 1951, 1969 гг.), Государственной премии УССР им. Т. Шевченко (1964 г.), работал в Овручской СШ № 1, имя его присвоено Овручской районной библиотеке; Ковжун П. Н. (1896—1939 гг.) — уроженец с. Костюшки, известный художник-график.

## Достопримечательности
В г. Овруче — парк отдыха. В границах района — часть Полесского заповедника (музей природы Полесья в с. Селезовка), государственный заказник «Дедово озеро», дендропарк возле с. Гладковичи.
В Овручском районе на учёте находится 175 памятников истории и культуры. Из них 59 — памятники археологии. Возле с. Антоновичи найдены бронзовые украшения скифского периода. В районе Замковой горы города и на территории района выявлены постоянные поселения и стоянки, мастерские периода неолита (V—І тыс. до н. э.), исследованы поселения и могильники и найдены орудия работы поры бронзы (ІІ тыс. до н. э.).
Период феодальной раздробленности IX—XII вв. представлен многочисленными поселениями, курганами, курганными могильниками и городищами.
На склонах Словечансько-Овручского кряжа на береге реки Норинь в с. Збраньки обнаружено единственное на территории Украины месторождение пирофиллита (агальматолита), который с давних времен использовался для изготовления ювелирных украшений, известных шиферных пряслиц, в строительстве давних архитектурных сооружений (Киев, Чернигов, Галич).
Есть 2 памятника архитектуры государственного значения: Васильевская Златоверхая церковь, построенная в 1190 году из камня, нынешнее сооружение — результат реставрации (1908—1912 гг.) по проекту архитектора А. В. Щусева, Васильевский женский монастырь (1907—1909 гг.); 7 памятников архитектуры областного значения: дом тюрьмы (XIX в., ныне райполиклиника), админздание управления сельского хозяйства (1893 г.), помещение железнодорожного вокзала (XIX в.), Купеческий особняк, в прошлом помещения райисполкома (1911 г.), Николаевская церковь с. Левковичи (1815 г.). Место погребения раввина Цадика (1870 г., с. Новые Веледники, объект паломничества). Известные памятники в районе — памятный знак на месте погребения древлянского князя Олега Святославовича в 977 г. (г. Овруч, 1961 г.), Свято-Преображенский собор, 1678 г., 10 памятников, посвященных событиям революции и гражданской войны, 83 — Великой Отечественной войны, 4 — событиям недавнего прошлого.
В Овручском районе установлены памятники и мемориалы многим выдающимся деятелям. Наиболее значимые: памятный знак на месте погребения древлянского князя Олега Святославовича в 977 г. (1961 г., г. Овруч); Братская могила — памятник советским подпольщикам; (1965 г., г. Овруч); памятник одному из организаторов и руководителей партизанского движения в годы Великой Отечественной войны, Герою Советского Союза О. Н. Сабурову (1976 г., г. Овруч); памятник на месте погребение в 1943 году организатора и командира Чехословацкого партизанского отряда в годы Великой Отечественной войны, Героя Советского Союза Яна Налепки (1963 г., г. Овруч); памятник советским воинам периода Великой Отечественной войны А. А. Покальчуку, П. Гутченку (1971 г., с. Большая Фосня); памятник Николаю Ващуку, пожарнику, ликвидатору аварии на ЧАЭС (1989 г., с. Большая Хайча); Мемориал погибшим в Афганистане (1994 г., г. Овруч); Мемориал сожженных сел в годы Великой Отечественной войны (1980 г., с. Словечно); Мемориал жертвам Чернобыльской трагедии (1996 г., г. Овруч).
В мае 2008 г. в Овруче открыт и освящен памятник святому преподобномученику Макарию, архимандриту Овручскому и Каневскому, игумену Пинскому, Переяславскому чудотворцу.